# 北上車站
北上車站（日语：／ Kitakami eki */?）是位於日本岩手縣北上市大通，由東日本旅客鐵道（JR東日本）與日本貨物鐵道（JR貨物）所共用的鐵路車站。本站是JR東日本所屬的東北新幹線與東北本線兩條主要幹線的交會車站之一，也是地方交通線北上線的起點站，除了作為岩手縣境內重要的交通樞紐之外，也是所在地北上市的主要進出玄關。車站周邊分佈著市役所、警察署、市郵局等公共單位。此站在1890年設站時原名黑澤尻，直到1954年時才改為現名，因此原本連結本站與橫手之間的鐵路線是命名為「橫黑線」，也就是今日的北上線。
本站雖然在名義上也是JR貨物所屬的車站之一，但實際上只提供公路貨運服務的貨件代收發業務而已，實際上並無定期的貨物列車停靠，也沒有任何裝卸貨物用的固定設施。過去車站西口南側原本有通往日本石油北上油槽所的專用線分岔點，定期的石油運輸列車從仙台北港車站出發後，經本站駛往油槽所進行卸貨。2001年時油槽所關閉，專用線也隨之停用，使本站不再負擔專用線管理業務。

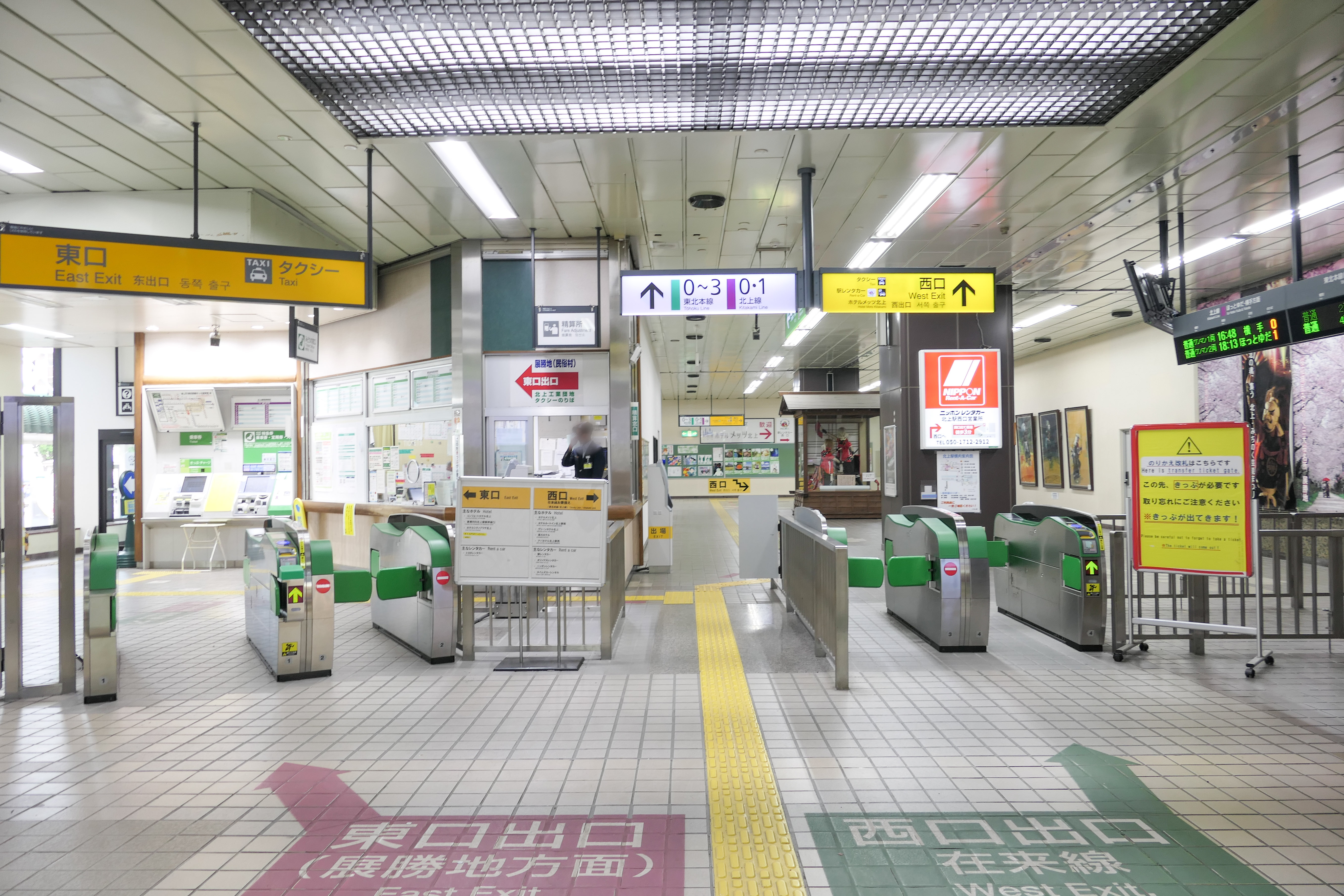
東驗票口與轉乘用驗票口(2024年5月)

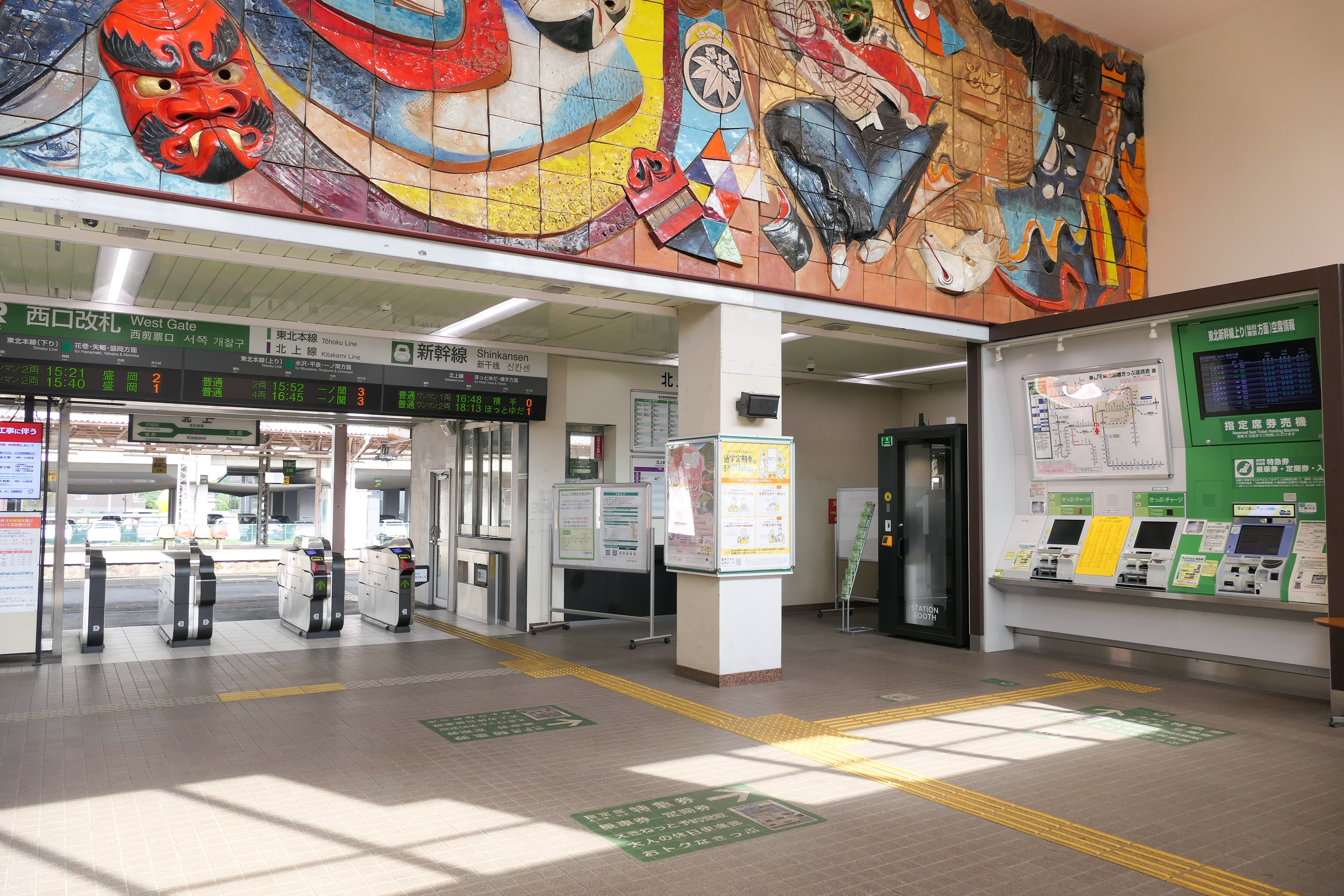
西驗票口(2024年5月)

## 車站構造

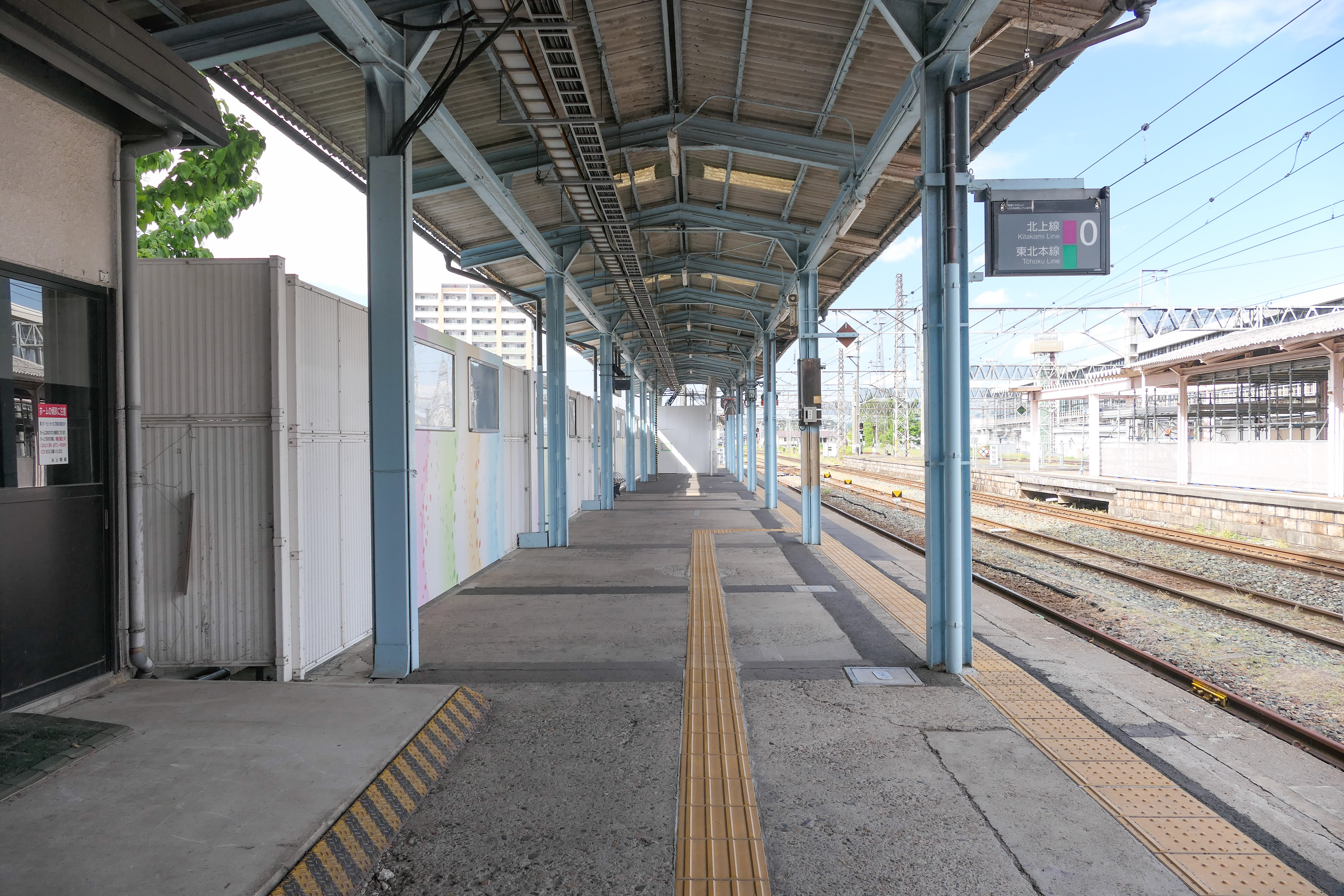
北上線與東北本線的0號月台(2024年5月)

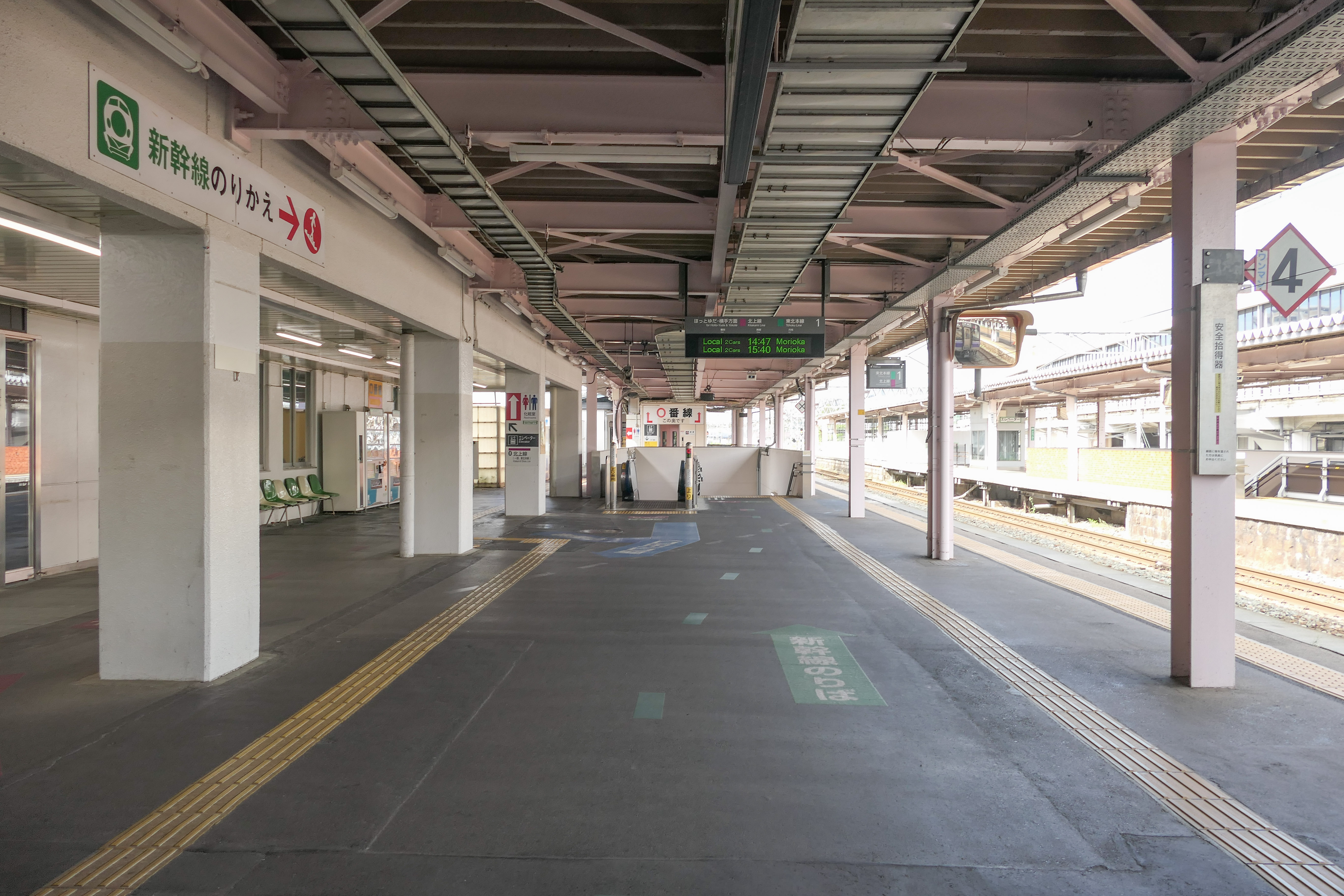
北上線與東北本線的1號月台(2024年5月)

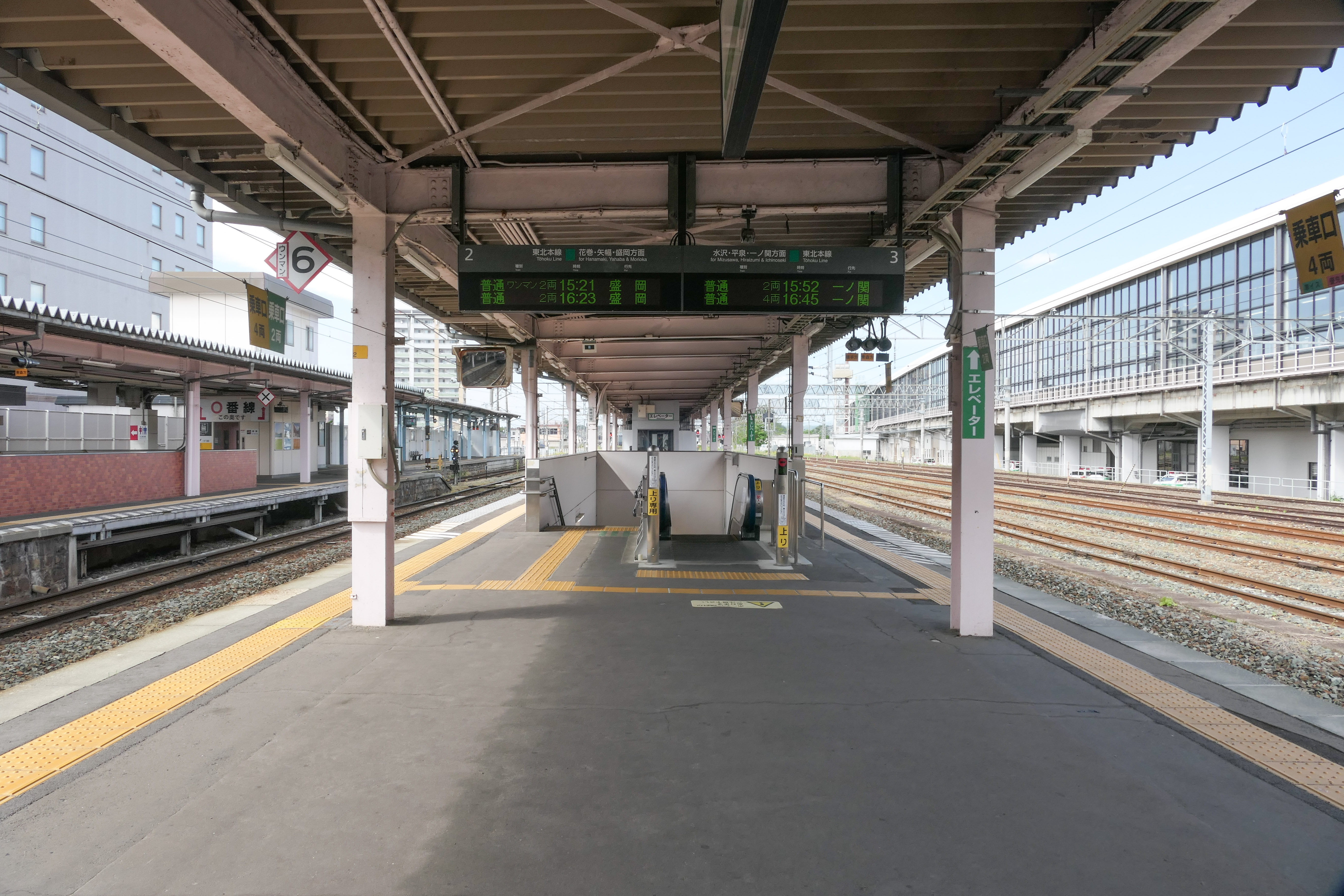
東北本線2號與3號月台(2023年7月)

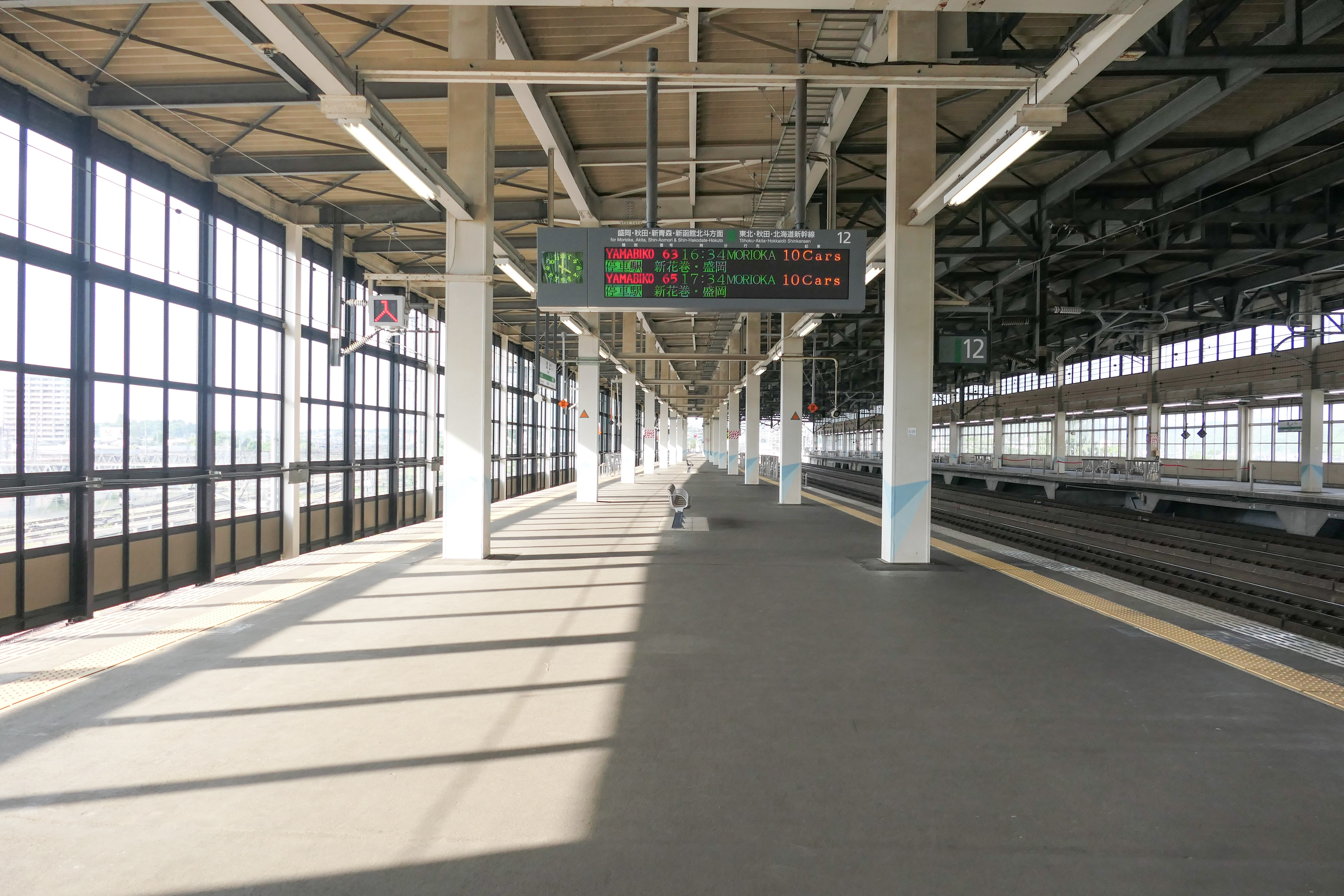
新幹線11號與12號月台(2024年5月)

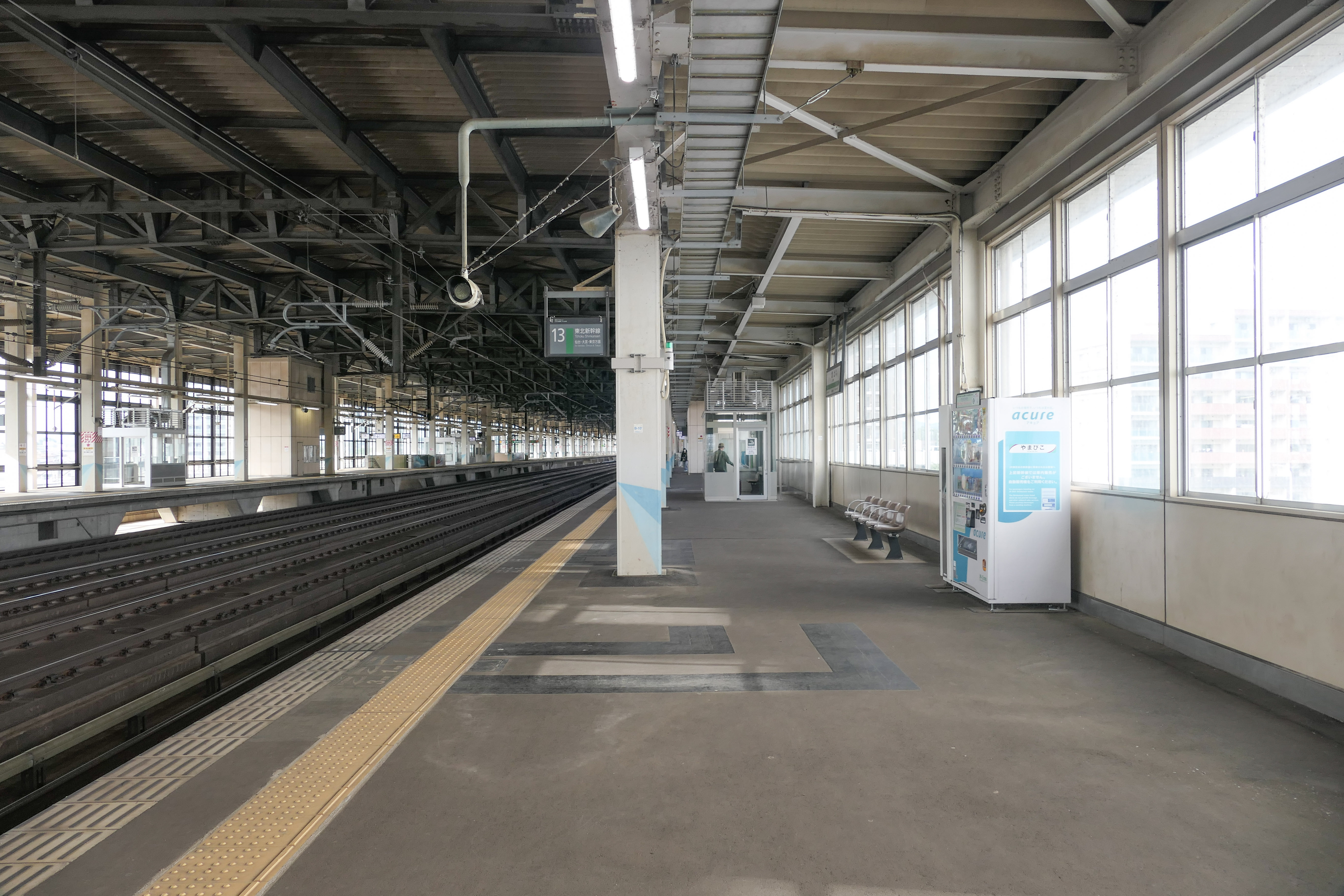
新幹線13號月台(2023年7月)

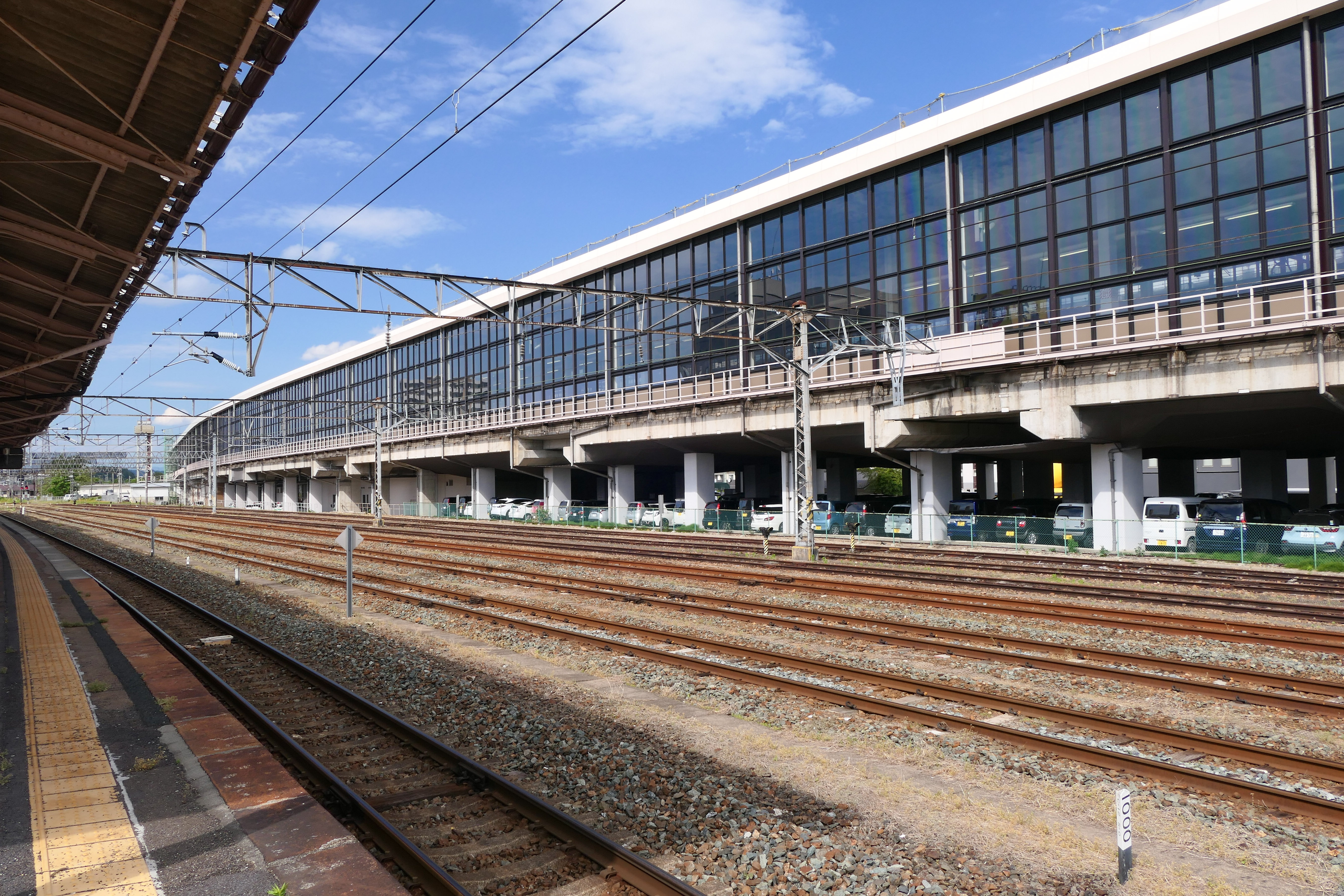
站內的留置線(2024年5月)

在来線使用站內西側的地面車站，新幹線使用站內東側的高架車站。在来線的月台為2面4線，島式月台1面2線與側式月台1面1線。近盛岡側的側式月台實為切欠式月台（窄側設有月台及止衝擋，後凸出一新月台）1面1線（0號月台）。旅客用3號月台與新幹線站舍之間設有數條副本線，供北上線直通運行的貨物列車使用。新幹線的月台則為島式月台1面2線與側式月台1面2線，合計2面3線。中間設有2條通過線。

### 月台配置
| 月台            | 路線                   | 方向         | 目的地                             | 備註                 |
| --------------- | ---------------------- | ------------ | ---------------------------------- | -------------------- |
| 在來線 地面月台 |                        |              |                                    |                      |
| 0               | ■北上線                | -            | 安心湯田、橫手方向                 |                      |
| 0               | ■東北本線              | 下行         | 花卷、矢幅、盛岡方向               | 此站始發             |
| 1               | ■北上線                | -            | 安心湯田、橫手方向                 |                      |
| 1               | ■東北本線              | 下行         | 花卷、矢幅、盛岡方向               | 此站始發             |
| 1               | ■東北本線              | 上行         | 水澤、平泉、一之關方向             | 北上線開抵的直通列車 |
| 2               | ■東北本線              | 下行         | 花卷、矢幅、盛岡方向               |                      |
| 3               | ■東北本線              | 上行         | 水澤、平泉、一之關方向             |                      |
| 新幹線 高架月台 |                        |              |                                    |                      |
| 11              | （預留月台）           | （預留月台） | （預留月台）                       | （預留月台）         |
| 12              | 東北·秋田·北海道新幹線 | 下行         | 盛岡、新青森、秋田、新函館北斗方向 |                      |
| 13              | 新幹線                 | 上行         | 仙台、東京方向                     |                      |

## 相鄰車站
東日本旅客鐵道
東北新幹線
水澤江刺－北上－新花卷
■東北本線
□快速「阿弖流為」（只限早上下行1班）
水澤 → 北上 → 花卷
□快速「日本」（特定時間運行）
水澤 → 北上 → 花卷
■普通
六原－北上－村崎野
■北上線
北上－柳原（※）－江釣子（※）－藤根
（※）部分列車不停靠柳原站與江釣子站。

## 外部連結
- （日語）北上車站（JR東日本） （页面存档备份，存于）

39°16′56″N 141°7′21″E / 39.28222°N 141.12250°E